# Charles F. Adamsklasse
De Charles F. Adamsklasse was een serie van 29 geleide-wapenjagers, gebouwd tussen 1958 en 1967. 23 van deze schepen waren voor de United States Navy, drie voor de Koninklijke Australische marine en drie voor de West-Duitse Bundesmarine.
Schepen uit deze klasse werden al ingezet tijdens de blokkade van Cuba in 1962 en de Vietnamoorlog.
De schepen waren gebaseerd op de Forrest Shermanklasse, maar waren de eerste jagers ontworpen en gebouwd voor geleide wapens. De romp werd met zes meter verlengd, zodat in het midden ruimte ontstond voor de ASROC lanceerinrichting. De stoomketels konden een dubbel zo hoge druk aan om meer vermogen te leveren. Deze aanpassingen zorgden voor onderhoudsproblemen bij alle schepen van de klasse.
De ASROC is een raket, die - afhankelijk van het model - een dieptebom of anti-onderzeeboottorpedo over grote afstand kan lanceren. In de optiek van de Amerikaanse marine van de jaren vijftig en zestig had een escorteschip dan geen eigen boordhelikopter nodig. Op kortere afstand werd deze lanceerinrichting gesteund door zes lanceerbuizen voor anti-onderzeeboottorpedo's.
De luchtafweer was, voor eind jaren vijftig krachtig en modern en bestond uit de Tartar raket, die een bereik haalde van (afhankelijk van het model) zo'n 16 km. De eerste schepen hadden een dubbelarmige lanceerder, de latere kregen de enkelarmige Mk. 27 lanceerder, waarmee een hogere vuursnelheid behaald kon worden.
In de jaren zeventig begon de bewapening van de Charles F. Adams-klasse snel te verouderen, waardoor de US Navy het New Threat Upgrade (NTU) programma startte. Dit bestond uit een aantal sensoren, wapen- en communicatievernieuwingen, bedoeld om het aantal dienstjaren te verlengen. Bij een aantal schepen werd de Tartar raket vervangen door de Standard missile.
In de jaren tachtig besloot de regering-Reagan tot het verhogen van het bouwtempo van de Ticonderogaklasse geleide-wapenkruisers en tot de bouw van de Arleigh Burkeklasse geleide-wapenjagers ter vervanging van de Adamsklasse. Hierdoor hebben slechts drie schepen, de Tatnall, Goldborough en Benjamin Stoddert, de volledige NTU modernisering gekregen. De anderen schepen werden beperkt gemoderniseerd.
De US Navy stelde de laatste Charles F. Adams-jager, de USS Goldsborough, buiten dienst op 29 april 1993. De Australische en Duitse marine hadden hun schepen in 2003 ook uit dienst. Vier schepen werden overgedragen aan de Griekse Marine. Ook deze zijn inmiddels uit dienst.
De Charles F. Adams is buiten dienst en er zijn inzamelingsacties gaande om het schip te behouden als museum. De Duitse Mölders (D186) is een museumschip geworden, maar alle andere jagers zijn gezonken als doelschip, als duikattractie of verkocht als schroot.

## Schepen
| Scheepsnaam        | Rompnummer | In dienst– Uit dienst | Lot                                                                    | Link |
| ------------------ | ---------- | --------------------- | ---------------------------------------------------------------------- | ---- |
| Charles F. Adams   | DDG-2      | 1960–1990             | wacht op ombouw tot museumschip                                        |      |
| John King          | DDG-3      | 1961–1990             | Gesloopt                                                               |      |
| Lawrence           | DDG-4      | 1962–1990             | Gesloopt                                                               |      |
| Claude V. Ricketts | DDG-5      | 1962–1989             | Gesloopt                                                               |      |
| Barney             | DDG-6      | 1962–1990             | Gesloopt                                                               |      |
| Henry B. Wilson    | DDG-7      | 1960–1989             | Gezonken als doel                                                      |      |
| Lynde McCormick    | DDG-8      | 1961–1991             | Gezonken als doel                                                      |      |
| Towers             | DDG-9      | 1961–1990             | Gezonken als doel                                                      |      |
| Sampson            | DDG-10     | 1961–1991             | Gesloopt                                                               |      |
| Sellers            | DDG-11     | 1961–1989             | Gesloopt                                                               |      |
| Robison            | DDG-12     | 1961–1991             | Gesloopt                                                               |      |
| Hoel               | DDG-13     | 1962–1990             | Omgebouwd tot sloep, later gesloopt                                    |      |
| Buchanan           | DDG-14     | 1962–1991             | Gezonken als doel                                                      |      |
| Berkeley           | DDG-15     | 1962–1992             | Verkocht aan Griekenland als Themistocles (D-221), later gesloopt      |      |
| Joseph Strauss     | DDG-16     | 1963–1990             | Verkocht aan Griekenland als Formion (D-220), later gesloopt           |      |
| Conyngham          | DDG-17     | 1963–1990             | Gesloopt                                                               |      |
| Semmes             | DDG-18     | 1962–1991             | Verkocht aan Griekenland als Kimon (D-218), later gesloopt             |      |
| Tattnall           | DDG-19     | 1963–1991             | gesloopt                                                               |      |
| Goldsborough       | DDG-20     | 1963–1993             | Verkocht aan Australië voor onderdelen, later gesloopt                 |      |
| Cochrane           | DDG-21     | 1964–1990             | Gesloopt                                                               |      |
| Benjamin Stoddert  | DDG-22     | 1964–1991             | Gezonken onderweg naar slooplocatie                                    |      |
| Richard E. Byrd    | DDG-23     | 1964–1990             | Verkocht aan Griekenland voor onderdelen, later gezonken als doel      |      |
| Waddell            | DDG-24     | 1964–1992             | Verkocht aan Griekenland als Nearchos (D-219), later gezonken als doel |      |

Griekse Marine
- HS Kimon (D-218) (voormalige USS Semmes)
- HS Nearchos (D-219) (voormalige USS Waddell)
- HS Formion (D-220) (voormalige USS Joseph Strauss)
- HS Themistocles (D-221) (voormalige USS Berkeley)

## Lütjensklasse
De Lütjensklasse destroyers was een aangepaste Charles F. Adamsklasse voor de Bundesmarine. Ze verschilde in de lay-out van de bemanningsverblijven, locatie van de boegsonar, een tweede antennemast en andere schoorstenen.
- FGS Lütjens (D185)
- FGS Mölders (D186)
- FGS Rommel (D187)

## Perthklasse
De Koninklijke Australische marine heeft drie Charles F. Adamsklasse schepen laten bouwen volgens eigen specificaties. Dit werd de Perthklasse. Hoewel ze grotendeels hetzelfde waren als de schepen van de VS, waren de Australische schepen uitgerust met het Ikara systeem in plaats van de ASROC.
- HMAS Perth (D 38)
- HMAS Hobart (D 39)
- HMAS Brisbane (D 41)